# American Legend Cooperative

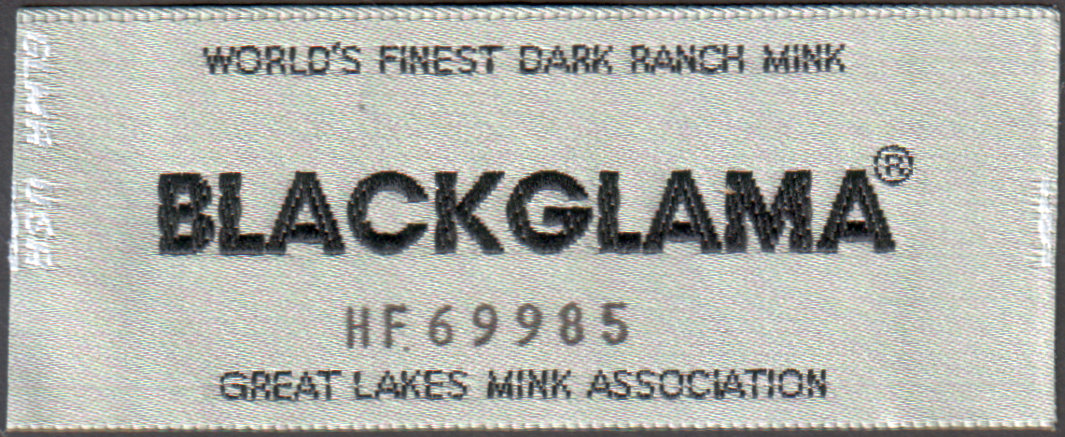
Nummeriertes BLACKGLAMA-Einnäh-Etikett

Die American Legend Cooperative (ALC) war eine landwirtschaftliche Vermarktungsgenossenschaft von Nerzzüchtern in den Vereinigten Staaten und Kanada, die vor allem durch ihre Pelzmarken Blackglama und American Legend sowie für die ältere Marke Legend bekannt wurde. American Legend entstand 1986 durch den Zusammenschluss der Great Lakes Mink Association (GLMA) und der Mutation Mink Breeders Association (EMBA). Im Jahr 2018 wurde sie von North American Fur Auctions übernommen.

## Unternehmensgeschichte

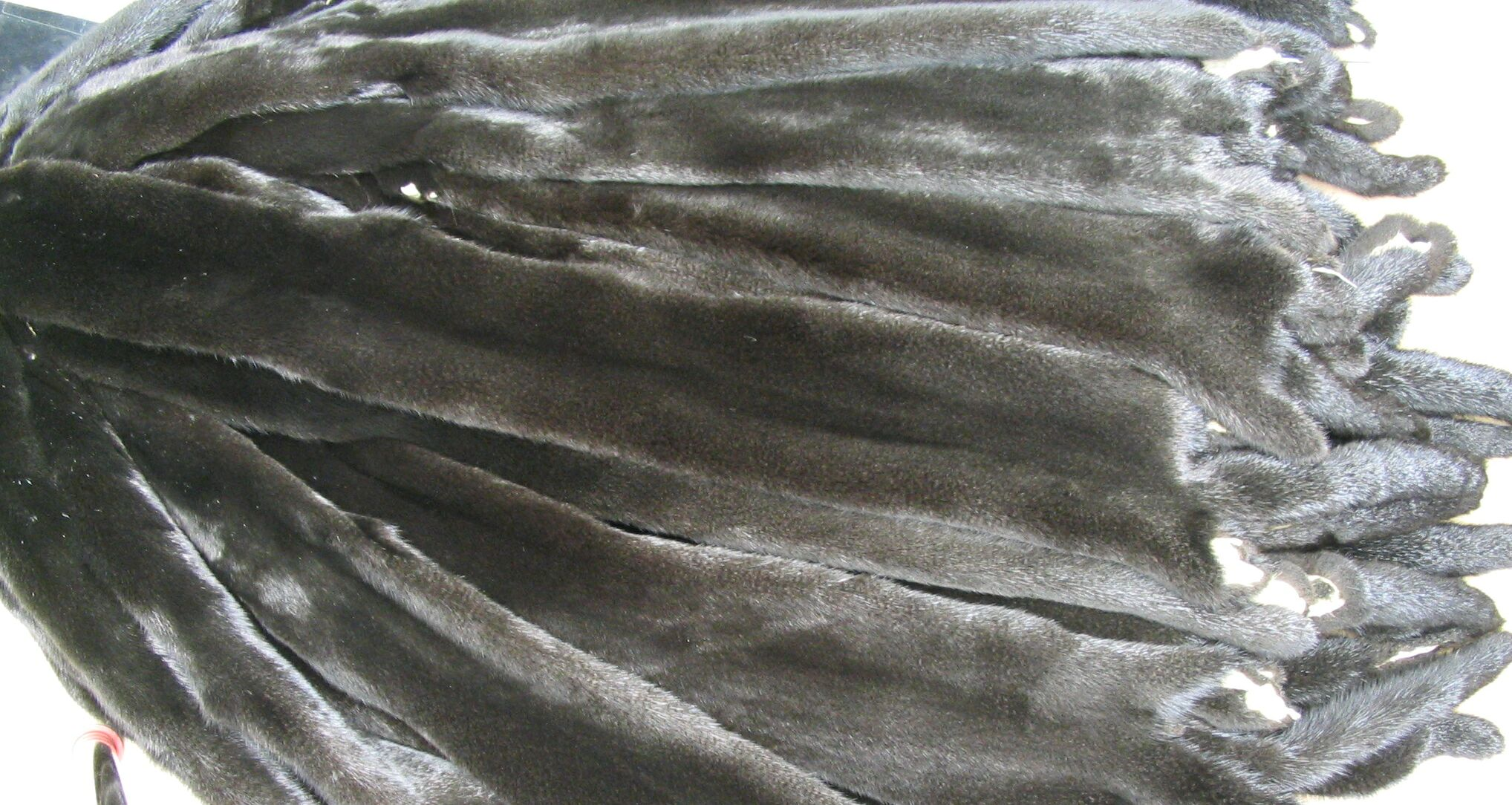
Sortiment Blackglama-Nerzfelle

Um 1930 gab es im Handel weltweit nur zwei Nerzfellarten, Wildnerz und dunkler Farmnerz („Standardnerz“). 1937 schrieb ein kanadischer Nerzzüchter: „Gegenwärtig sind die kurzhaarigen Felle gesucht. Mit dichtem, stahlblauem, seidigem Unterfell, aus dem die reichlichen, kurzen, tiefdunkelbraunen Grannenhaare fast senkrecht in die Luft stehen. Diese feinen Felle kommen als Wildfänge aus dem nordöstlichen Quebeck, einem Distrikt, der als Ungava auf der Karte zu finden ist und der bis an die arktische Küste reicht“. Amerikanische Züchter waren dann auch die ersten, die diesen besonders kurzgrannigen schwarzbraunen Nerztyp („Short-Nap“) züchteten. Bald nach dem Zweiten Weltkrieg begann eine besondere Nachfrage nach diesem Felltyp, begleitet von Werbekampagnen der nordamerikanischen Züchtergemeinschaften, auch in Deutschland.
Die Great Lakes Mink Association (GLMA) wurde 1941 von Nerzzüchtern in der Region der Großen Seen in den Vereinigten Staaten gegründet, die einen Nerz mit schwarzbraunem Fell züchteten, den sie als „den reichsten, tiefsten, glänzendsten dunklen Nerz mit dem leichtesten, biegsamsten Leder“ bezeichneten, und dafür die Handelsmarke Blackglama schützen ließen. Der Name „Blackglama“ bezieht sich auf das Wort „Glamour“ und die Abkürzung „GLMA“. Die Vereinigung beauftragte die Agentur von Jane Trahey, welche die Kampagne zusammen mit Peter Rogers konzipierte. Die Publikumswerbung überließ man nicht den Kürschnern und Einzelhändlern, denen man jedoch umfangreiches Werbematerial für die Schaufenster zur Verfügung stellte. Die langjährige Werbekampagne wurde mit ihrem Slogan „What becomes a legend most?“ (etwa: „Was wird zur stärksten Legende?“) allgemein bekannt. Wesentlich waren, meist ganzseitige, Anzeigen, in denen Prominente in Pelzen abgebildet waren. Die Gegner einer Tiernutzung protestierten in Folge immer heftiger gegen die abgebildeten Pelzträgerinnen und vereinzelten Pelzträger, allen voran die Tierrechtsorganisation PETA mit einer ähnlich aufgemachten Plakataktion mit prominenten, unbekleidet abgebildeten Frauen und Männern „I'd rather go naked than wear fur“, im deutschen Sprachraum „Lieber nackt als Pelz“.
Die Mutation Mink Breeders Association (MMBA) wurde 1942 von Nerzzüchtern gegründet, die sich auf neue klare, helle Fellfarben spezialisiert hatten, denen sie eigene, sich von denen der übrigen Nerzzuchten abweichende Markennamen gaben (Stand 1962): „Argenta“ (grau, 1942), „Bluefrost“ (braun mit blauer Tönung, 1945), „Royal Koh-i-nur“ (weiß mit schwarzen Grannen, 1945), „Autumn Haze“ (braun, 1946), „Jasmine“ (weiß, 1947), „Lutetia“ (bronze, 1948), „Cerulean“ (blau, 1951), „Desert Gold“ (hellbraun, 1953), „Azurene“ (hellgrau, 1954), „Diadem“ (hellbraun, 1955), „Tourmaline“ (hellbeige, 1956), „Arcturus“ (lavendelbeige, 1957), „Aeolian“ (grau-taupe, 1958), „Morning Light“ (blaubeige, 1960).

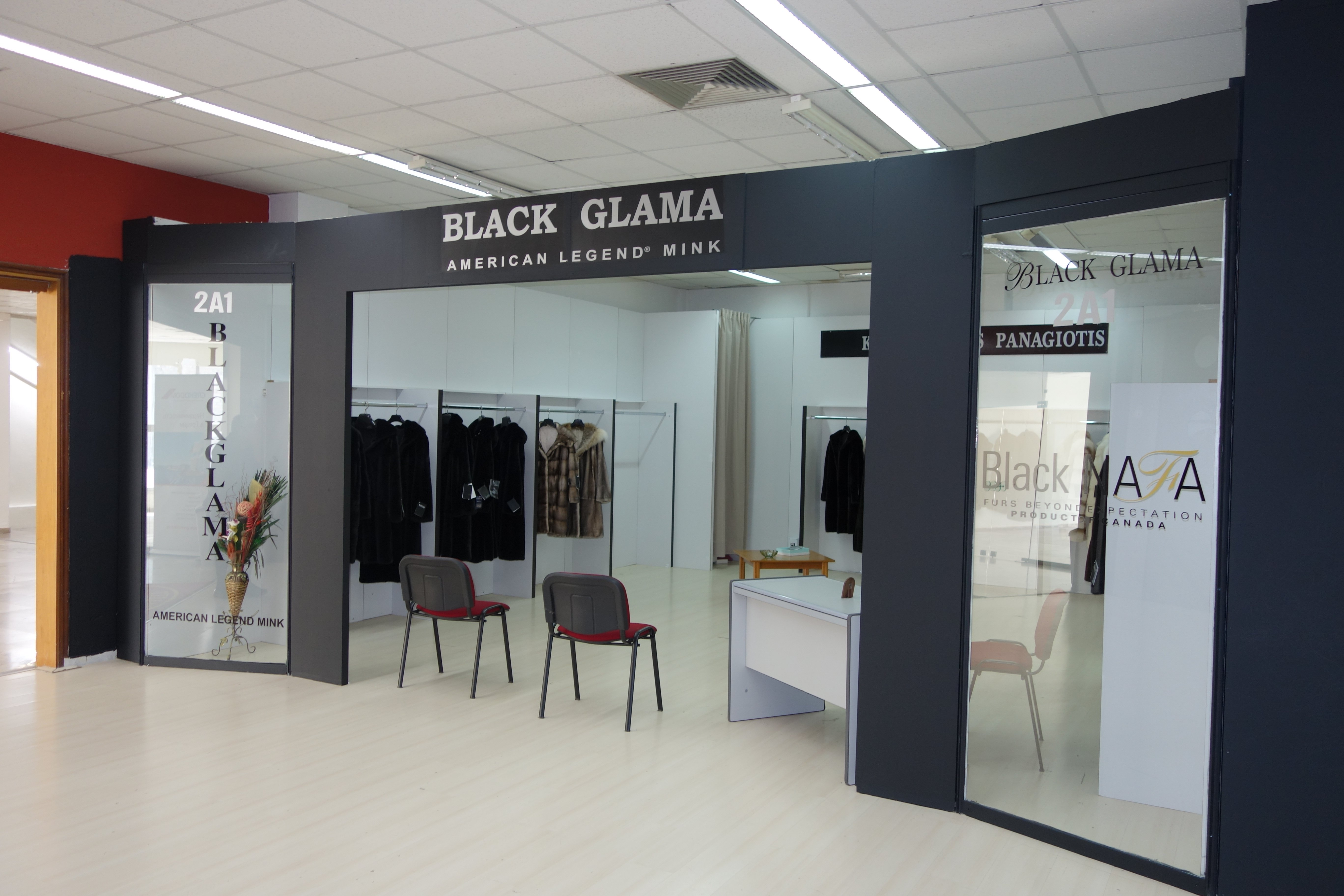
Im griechischen Pelzzentrum Kastoria wurde 2014 in und um die Kastoria mit großen Transparenten für Blackglama geworben, die Händler boten ganz bevorzugt diese Marke an

1948 nahmen diese Züchter von Nerzen in Mutationsfarben den Namen EMBA an. EMBA verwendete die Marke „The American Mink“. 1973 übernahm EMBA die Auktionsgesellschaft Seattle Fur Exchange; 1979 die Fellauktionsgesellschaft New York Auction Co.(Minnesota) Co. Die erste gemeinsame Vollversammlung der Emba Mink Breeders Association und der Great Mink Breeders Association fand am 13. Oktober 1979 in Salt Lake City, Utah statt.
Die Nerzfelle der so überaus stark beworbenen Marke Blackglama zeichneten sich neben dem kurzen Oberhaar und dadurch samtartigem Aussehen durch ihr geringes Gewicht aus. Die Felle waren auf eine Art gegerbt, die das Leder wesentlich dünner und geringer fetthaltig und damit leichter machte, auch als das der europäischen Züchter. Im Dezember 1974 führte man einen neuartigen Fellstempel zur Kennzeichnung der rohen Blackglamafelle ein. Der durch eine Ultrasonic-Maschine und einer neu geschaffenen Tinte aufgebrachte Stempel sollte gewährleisten, dass die GLMA-Felle eindeutig identifiziert werden können. Die Werbung war so erfolgreich, dass weltweit die Kunden in den Geschäften nicht nach einem dunkelbraunen oder „Darknerz“ beziehungsweise „Blacknerz“, sondern direkt nach einem Blackglama verlangten. Die Kürschnerinnung Düsseldorf und das Unternehmen C&A führten in diesem Zusammenhang eine gerichtliche Auseinandersetzung über die von beiden Seiten, C&A sowie Kürschnern, womöglich missbräuchliche Verwendung des Markennamens Blackglama für weniger hochpreisige Nerzkonfektion.
Als Höhepunkte der Pelzmessen in Frankfurt am Main wurden in einer „EMBA-Schau“ Modelle aus Fellen der nordamerikanischen Züchter von führenden Firmen gezeigt, wie Giancarlo Ripa, Pikenz, Tivioli (alle Italien), Birger Christensen (Dänemark), Jerry Sorbara (New York) und Dieter Zoern für Marco (Fürth). Die 25. EMBA-Show fand am 10. April 1981 im Ballsaal des Hotels Frankfurter Hof statt, unter anderem mit Modellen von Dior und Pelzhaus Kunze (Mannheim).
Die Zahl der Mitglieder stieg auf über 5000. Die Mitgliedschaft in der American Legend Cooperative stand aktiven Nerzzüchtern in den Vereinigten Staaten und Kanada offen, die innerhalb des letzten Jahres mehr als 1200 Nerzfelle über American-Legend-Auktionen verkauft hatten und vom Vorstand der Genossenschaft zugelassen wurden.
Im Jahr 1966 erwarben erstmals skandinavische Züchter 20 amerikanische Jet-Black Nerze. Die skandinavischen Felle wurden anfangs unter der Bezeichnung Black Velvet angeboten. Seit Februar 2014 bezeichnete Kopenhagen Fur diesen kurzgrannigen, amerikanischen Typ mit dichter Unterwolle der von ihr gehandelten Blacknerze als „AAA-mink“. Mit dem im Englischen auch allgemein als Velvet Minks (Samtnerze) bezeichneten kurzgrannigen Nerzen bezeichnet der deutsche Handel dagegen geschorene Nerze oder solche, bei denen das Grannenhaar durch Rupfen völlig entfernt wurde. 1961 unternahm eine amerikanische Firma überaus erfolgreich den Versuch, geschorene Nerzpelze als neuen Trendartikel zu vermarkten. Die Mode mit Pelzen aus gerupft veredeltem Samtnerz fand vor allem in Mitteleuropa gegen Ende des 20. Jahrhunderts immer mehr Kunden. Dies geschah zuungunsten der Blackglamafelle, die sich wegen des kurzen Oberhaars kaum rupfen ließen. Die amerikanische Zucht brachte um das Jahr 2000 zudem immer kurzgrannigere Felle hervor, bei denen die Granne stellenweise fast im Unterhaar verschwand, eine Optik, die vom Handel nicht als hochwertig aufgenommen wurden.
Im April 2018 übernahm North American Fur Auctions die American Legend Cooperative und deren Marke Blackglama. 2023 wurde die Marke Blackglama an ein chinesisches Unternehmen verkauft, das eine exklusive dreijähriges Vermarktungsabkommen mit American Mink Exchange (AME) getroffen hat, das eine 2022 abgelaufene Vereinbarung mit Saga Furs ablöste. American Mink Exchange, gegründet 2018, ist ein Unternehmen der Tax-Familie. Der Betrieb von Irving, Richard und Alan Tax, der im „Garment District“ von New York zu Hause ist, wird in vierter Generation in der Pelzbranche geführt. Die erste Auktion fand in Las Vegas vom 31. Mai bis 2. Juni 2023 statt.

## „Blackglama - What Becomes a Legend Most“ (wichtigste Promotion-Models)
Die Stars waren so prominent, dass bei den Abbildungen auf die Nennung ihrer Namen verzichtet wurde.
- 1968: Lauren Bacall, Bette Davis, Judy Garland, Melina Mercouri, Barbra Streisand
- 1969: Joan Crawford, Marlene Dietrich, Lena Horne
- 1970: Brigitte Bardot, Maria Callas, Rita Hayworth, Leontyne Price, Barbara Stanwyck, Rosalind Russell
- 1971: Claudette Colbert, Paulette Goddard, Ruby Keeler
- 1972: Pearl Bailey, Carol Burnett, Carol Channing, Ethel Merman
- 1973: Peggy Lee, Liza Minnelli, Diana Ross
- 1975: Mary Martin, Beverly Sills, Raquel Welch
- 1976: Martha Graham, Margot Fonteyn, Lillian Hellman, Rudolf Chametowitsch Nurejew
- 1977: Shirley MacLaine, Aileen Mehle („Suzy Knickerbocker“, Journalistin), Liv Ullmann, Diana Vreeland
- 1978: Faye Dunaway, Joan Fontaine (das später als Titelbild für ihre Autobiografie „No Bed of Roses“ nachgedruckt wurde), Helen Hayes
- 1979: Lillian Gish, Angela Lansbury, Renata Scotto
- 1980: Myrna Loy, Ann Miller, Maggie Smith, Lana Turner
- 1981: Luciano Pavarotti, Gloria Swanson, Natalie Wood
- 1982: Julie Andrews, Sophia Loren
- 1983: Elizabeth Taylor
- 1984: Lucille Ball, Dinah Shore
- 1985: Ann-Margret
- 1986: Cher
- 1987: Audrey Hepburn
- 1988: Catherine Deneuve
- 1990: Ray Charles
- 1991: Jessica Tandy
- 1992: Jessye Norman
- 1993: Debbie Reynolds
- 1994: Tommy Tune
- 2001: Linda Evangelista
- 2002: Gisele Bündchen
- 2004: Cindy Crawford
- 2005: Elle Macpherson
- 2007: Naomi Campbell
- 2008: Elizabeth Hurley
- 2010, 2011: Janet Jackson
- 2012: Ginta Lapiņa
- 2013: Carolyn Murphy
- 2014: Hilary Rhoda
- 2015: Jessica Stam
- 2017: Daphne Groeneveld